# Frederik Christian Breitendich
Frederik Christian Breitendich (28. december 1702 – 19. oktober 1775) var en dansk organist og pianist, søn af organist ved Sankt Nicolai Kirke i København Henrik Breitendich, der døde 1739, men allerede i 1725 var så gammel og svag, at sønnen efter at være fundet «habil udi Orgelkunsten» blev beskikket til at forrette tjenesten i hans sted og eventuelt efterfølge ham i embedet.
I sin glansperiode var Breitendich en ganske ypperlig virtuos, «hvis Behagelighed og overmaade Færdighed paa orgel og Klaver er af enhver at forundre», som Carl August Thielo  skriver i 1746, og han hørte til dem, som nogle år senere især bidrog til at give det såkaldte «Raadhusstrædets musikalske Selskabs» koncerter et udsøgt kunstnerisk præg.
Breitendich udgav den første danske – "egentlige" – koralbog Fuldstændig Choral-Bog (1764), samt to småpjecer: Et lidet Forsøg paa at lære sig selv at synge en Choral efter Noder og Kort og eenfoldig Undervisning i at sette Harmonien tilsammen efter de over Noderne satte Tall eller Ziffere (1766). Kompositioner af ham vides ikke at være udkommet i trykken.
Breitendich var i 1728 blevet gift med Cathrine Margrethe Schumacher, der overlevede ham i mange år. 1741 udnævntes han til hoforganist, og fra 1746 ses han tillige at have oppebåret
gage som hofviolon, cembalist. Han underviste også hoffets unge piger i spil på tasteinstrumenter.
Ved sin død havde han trukket sig tilbage fra disse stillinger, hvorimod han endnu var organist ved Nicolai Kirke.
Thomas Laub har en hård vurdering af Breitendichs koralbog; han skriver blandt andet "... de gamle [melodier] har han selv udsat, men hværken med særlig dygtighed eller smag. ..." – Efter at have nævnt nogle eksempler slutter Laub, inden han går videre til at behandle Schørrings koralbog fra 1781: "... I disse tre eksempler har vi et klart udtryk for kirkesangens dybe forfald."